# 埃格納赫

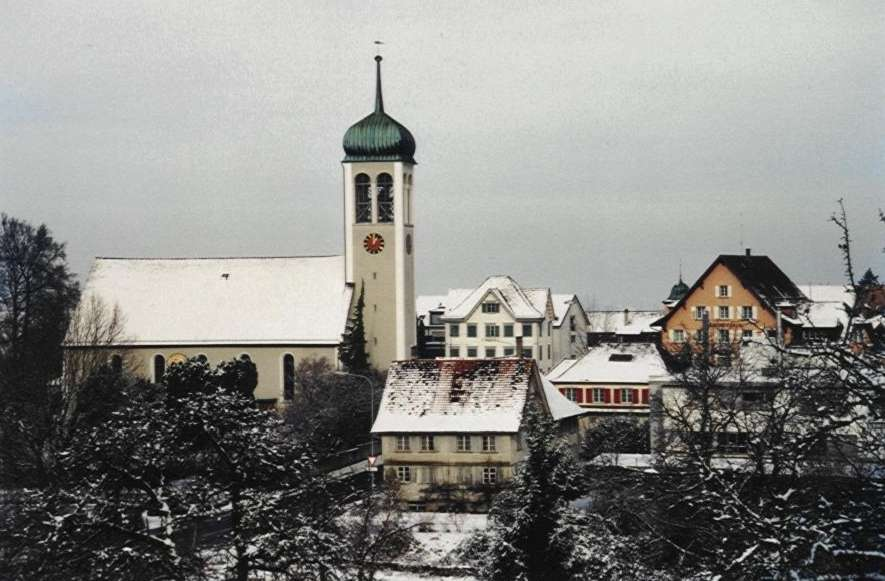

埃格納赫是瑞士的城鎮，位於該國東北部，由圖爾高州負責管轄，面積18.42平方公里，海拔高度408米，2012年人口4,313，一半人口信奉基督教，人口密度每平方公里234人。